# Henri Moreau de Melen

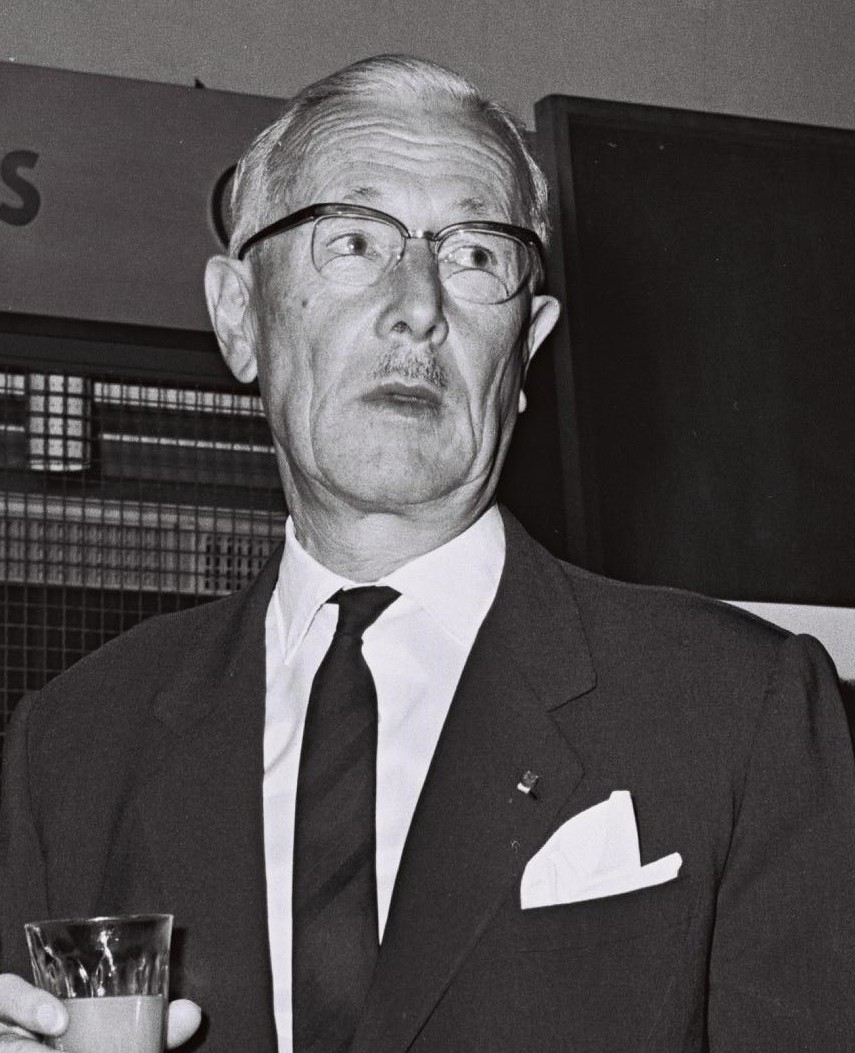
Henri Moreau de Melen in 1966

Henri Moreau de Melen (Luik, 20 augustus 1902 - 31 mei 1992) was een Belgische politicus voor de Parti Social Chrétien/Christelijke Volkspartij (PSC/CVP) en militair.

## Levensloop
Louis Eugène Ernest Marie Henri Moreau de Melen was de zoon van notaris Eugène Ernest François Joseph Moreau, hoogleraar aan de Universiteit van Luik en van Marie Malherbe. Hij werd doctor in de rechten en advocaat aan de balie van Luik.
Hij trouwde in 1931 met Marie-Louise Ancion (1904-1963), telg uit het geslacht Ancion, en in 1970 met gravin Jacqueline de Lalaing (1910-2006). Hij bleef kinderloos.
In 1968 werd hij opgenomen in de erfelijke Belgische adel, met de titel van baron.

## Militaire en politieke functies
Bij het begin van de Tweede Wereldoorlog werd hij onder de wapens geroepen en krijgsgevangen gemaakt tot in 1945.
Onmiddellijk na de oorlog ging Moreau de Melen in de politiek en hij nam het op voor koning Leopold III in de Koningskwestie. Hij werd van 1946 tot 1968 PSC-senator voor het arrondissement Luik. In 1954 werd hij ondervoorzitter van de Senaat en bleef dit tot in 1968.
Hij werd minister van justitie (27 november 1948 tot 27 juni 1949) in de regering Paul-Henri Spaak II en van landsverdediging (8 juni tot 12 augustus 1950) in de regering-Duvieusart. Ontgoocheld door de afloop van de Koningskwestie en van de politiek in het algemeen meldde hij zich in zijn graad van reserve-majoor aan als vrijwilliger voor de Koreaanse Oorlog, waar hij zich onderscheidde. Hij werd tweede in bevel van het Belgisch Koreabataljon en zwaaide af als luitenant-kolonel.
Van 1957 tot 1965 zetelde hij bovendien in de Raadgevende Interparlementaire Beneluxraad en van 1965 tot 1968 in het Europees Parlement.

## Publicatie
- Henri MOREAU DE MELEN, Mémoires. Au terme de la route, 1988.
- Henri MOREAU DE MELEN, Mémoires, de Léopold III à la Corée, ed. Thierry GROSBOIS, 2009. ISBN 9782873865498